# Wiktor Igorewitsch Faisulin
Wiktor Igorewitsch Faisulin (russisch Виктор Игоревич Файзулин, alternative Schreibweise Viktor Faizulin, * 22. April 1986 in Nachodka, Sowjetunion) ist ein ehemaliger russischer Fußballspieler in Diensten von Zenit Sankt Petersburg.

## Werdegang
Faisulin begann seine Karriere bei Okean Nachodka, einem Verein aus seiner Heimatstadt, im Jahr 2004. Dort spielte er auch in seiner Jugend. Schon im selben Jahr wechselte der Russe zum FK SKA-Energija Chabarowsk, wo er zwei Jahre blieb. 2007 verpflichtete Spartak Naltschik Faisulin. 2008 wechselte Faisulin zum amtierenden russischen Meister Zenit St. Petersburg.
Im UEFA-Pokal absolvierte er 2008 neun Spiele, inklusive des 4:0-Heimerfolgs gegen den FC Bayern München, wo Faisulin sein bislang einziges Tor für Zenit schoss, und des Finales, das mit 2:0 gegen die Glasgow Rangers gewonnen wurde. Der Gewinn des UEFA-Pokals 2008 war Faisulins größter Erfolg. 
Mit St. Petersburg wurde Faisulin 2010, 2012 und 2015 russischer Meister, zudem 2010 und 2016 russischer Pokalsieger. Faisulin war Stammspieler im zentralen Mittelfeld und verpasste insgesamt nur wenige Spiele aufgrund vereinzelter Sperren oder Verletzungen. Seit September 2015 litt er jedoch unter anhaltenden Knieproblemen und absolvierte kein Spiel mehr, bis er 2018 sein offizielles Karriereende bekannt gab.

## Erfolge
- UEFA-Pokal: 2007/2008
- Russische Meisterschaft: 2010, 2011/12, 2014/15